# 錫亞布斯瓦
錫亞布斯瓦是南非的城鎮，位於該國東北部，由普馬蘭加省負責管轄，面積13.56平方公里，距離機場20公里，2001年人口26,273，人口密度每平方公里約1,900人。